# John Bryant (acteur)
Pour les articles homonymes, voir John Bryant et Bryant.
John Bryant est un acteur américain, né le 10 août 1916 à Dixon (Illinois)   et mort le 13 juillet 1989  à Los Angeles.

## Filmographie partielle
- 1950 : Les Âmes nues de Gerald Mayer
- 1951 : La Mère du marié de Mitchell Leisen
- 1953 : Tant qu'il y aura des hommes (From Here to Eternity) de Fred Zinnemann
- 1954 : Les Bolides de l'enfer de George Sherman
- 1959 : Le Masque de Crane Wilbur
- 1960 : Liaisons secrètes de Richard Quine
- 1961 : Twist Around the Clock d'Oscar Rudolph
- 1962 : La Rue chaude d'Edward Dmytryk
- 1965 : Calloway le trappeur de Norman Tokar
- 1969 : Virages de James Goldstone